# Didier Kaminka
Didier Kaminka (* 22. April 1943 in Paris; † 25. September 2024 in Labbeville) war ein französischer Regisseur, Drehbuchautor und Schauspieler.

## Leben
Mit Biribi – Hölle unter heißer Sonne wurde er als Drehbuchautor bekannt. Seine erste größere Filmrolle schrieb sich Kaminka 1972 als Drehbuchautor selbst: als Franck in Pierre Sissers Die Stunde der Kaltblütigen. Bei der Arbeit zu Aimez-vous les uns les autres... mais pas trop lernte er seine Ehefrau Nicole Jamet kennen.
Aus der Zusammenarbeit in Pierre Richards Komödie Ich weiß von nichts und sage alles, bei der Nicole Jamet ebenfalls mit von der Partie ist, erwuchs 1973 zudem seine Freundschaft zu Georges Beller und Luis Rego, einem Komiker aus der Truppe Les Charlots. So spielte Beller in Kaminkas Regiedebüt Trop c'est trop (1975) eine Hauptrolle an der Seite des Regisseurs. Um diese Junggesellen buhlen Claude Jade und Kaminkas Frau Nicole Jamet. In Nebenrollen traten zudem Les Charlots und Pierre Richard auf. War die Anarchokomödie Trop c'est trop eher ein Achtungserfolg, blieb Kaminka vorerst Schauspieler (u. a. in Claude Chabrols Nada). 1987 folgte seine zweite Regiearbeit mit Solange es Frauen gibt.
Unter seiner Regie spielte Marlène Jobert ihre letzte Kinorolle in Vater werden ist doch schwer. Kaminka blieb in den 1990er Jahren der Komödie treu, mit den Filmen Bettkarriere (1990), À quoi tu penses-tu? (1992) und Wohin geht's zur Hochzeit meiner Frau? (1996) mit Miou-Miou.

## Filmografie (Auswahl)
Darsteller
- 1974: Nada
- 1978: Nimm's leicht, Mama (Vas-y maman)
- 1984: Pinot, Gendarm und Herzensbrecher (Pinot simple flic)
- 1991: Der Joker und der Jackpot (La Totale !)
- 2003: Die Bestechlichen 3 – Rückkehr eines Gauners (Ripoux 3)

Drehbuch
- 1971: Biribi – Hölle unter heißer Sonne (Biribi)
- 1973: Ich weiß von nichts und sage alles (Je sais rien mais je dirai tout) (auch Darsteller)
- 1973: Die Stunde der Kaltblütigen (Force 8) (auch Darsteller)
- 1979: Die Schlafmütze (Bête, mais discipliné)
- 1980: Glückwunsch … mal wieder sitzengeblieben (Les sous-doués)
- 1982: Du kannst mich mal (Pour 100 briques, t'as plus rien!)
- 1982: Glückwunsch II – Die Lümmel machen Ferien (Les sous-doués en vacances) (auch Darsteller)
- 1983: Ticket ins Chaos (Banzaï)
- 1984: Die Bestechlichen (Les ripoux)
- 1984: Der Leibwächter (Le garde du corps) (auch Darsteller)
- 1984: Ich habe den Weihnachtsmann getroffen (J'ai rencontré le Père Noël)
- 1986: Safe Breaker (Yiddish Connection)
- 1986: Familienbande (Lien de parenté)
- 1986: I Love You
- 1987: Der unwiderstehliche Charme des Geldes (Association de malfaiteurs) (auch Darsteller)
- 1990: Gauner gegen Gauner (Ripoux contre ripoux)
- 1991: Einmal Himmel und zurück (Coup de chance)
- 1993: Doppelte Tarnung (Profil bas) (auch Darsteller)

Regie
- 1975: Trop c'est trop (auch Drehbuch und Darsteller)
- 1987: Solange es Frauen gibt (Tant qu'il y aura des femmes) (auch Drehbuch)
- 1989: Vater werden ist doch schwer (Les cigognes n'en font qu'à leur tête) (auch Drehbuch)
- 1990: Bettkarriere (Promotion canapé) (auch Drehbuch und Darsteller)